# Julius Friedrich Winzer
Julius Friedrich Winzer (* 30. Juli 1780 in Chemnitz; † 24. Februar 1845 in Leipzig) war ein deutscher Ethikprofessor und evangelischer Theologe.

## Leben
Winzer stammte aus einer verzweigten sächsischen Pfarrerfamilie. Er wurde als Sohn des Diakons an der St. Jacob Kirche in Chemnitz Friedrich Ehregott Winzer (* 2. Februar 1740 in Naundorf bei Oschatz, ~ 4. Februar 1740 ebenda; † 14. Dezember 1819 in Chemnitz, □ 17. Dezember 1819 ebenda) und dessen am 20. April 1773 in Chemnitz geheirateten ersten Frau Dorothee Friederike Cleemann (* 18. Oktober 1753 in Chemnitz; † 10. Juni 1783 ebenda) geboren. Am 4. August 1780 erhielt er in Chemnitz seine Taufe, wobei der Superintendent von Chemnitz Gottlieb Merkel (1734–1807), die Frau seines Onkels Friedrich Traugott Winzer, Christina Concordia und der Chemnitzer Archidiakon an der St. Jacobs Kirche Johann Gottlieb Kreyßig (1736–1809) als Paten fungierten. Sein Vater sorgte dafür, das er Hauslehrer bekam und sicher wird er auch die Chemnitzer Stadtschule besucht haben.
Nach einer weiteren Ausbildung am Gymnasium in Annaberg, wo damals Christoph Gotthelf König Konrektor war, immatrikulierte sich Winzer am 29. April 1796 an der Universität Leipzig. In Leipzig absolvierte er, seinem Vater nacheifernd, ein Studium der philosophischen und theologischen Wissenschaften. Dazu besuchte er unter anderem die Vorlesungen bei Karl Adolph Caesar, Ernst Platner, Jacob Sigismund Beck, Friedrich August Carus, Johann Friedrich Burscher, Karl August Gottlieb Keil und Johann August Heinrich Tittmann. Am 16. Oktober 1799 bestand er das theologische Kandidatenexamen beim kursächsischen Oberkonsistorium in Dresden, erwarb er sich am 27. Februar 1800 den akademischen Grad eines Magisters der Philosophie an der Leipziger Hochschule, wurde im gleichen Jahr Vesperprediger an der Universitätskirche und habilitierte sich am 29. September 1800 als Magister legens an der Leipziger Alma Mater. 1801 trat er eine Stelle als Hilfslehrer an der Ritterakademie in Dresden an und wechselte am 15. Oktober 1802 als vierter Gymnasialprofessor an die Landesschule St. Afra in Meißen, wo er 1805 zum dritten Gymnasialprofessor aufstieg. Am 13. Oktober 1809 wurde er als Adjunkt in die philosophische Fakultät der Universität Wittenberg aufgenommen und avancierte zugleich zum Professor für Ethik und Politik.
Winzer las über philosophische Moral, akademische Hodegetik mit Enzyklopädie der Wissenschaften und Schrifterklärung. Dazu ließ er vor allem die lateinische Sprache üben. Zwar vernachlässigte er in seinen Vorlesungen die an seinen Lehrstuhl gekoppelten Ausführungen zur Politik, jedoch gerade wegen seiner herausragenden theologischen Kenntnisse übertrug man ihm 1810 eine außerordentliche Professur an der Theologischen Fakultät. Im Sommersemester 1811 bekleideter er das Amt eines Dekans der philosophischen Fakultät der Wittenberger Leucorea. Zur Erfüllung seiner Aufgaben an der theologischen Fakultät forderte man jedoch, dass er sich die dazu notwendigen akademischen Grade erwerben sollte. Dazu promovierte er am 30. Juli 1812 mit der Dissertation De daemonoologia in sacris novi Tstamenti libris proposita zum Doktor der Theologie und übernahm als Nachfolger von Heinrich August Schott (1780–1835) per kurfürstliches Reskript am 28. Oktober 1812 den ordentlichen vierten Lehrstuhl an der Theologischen Fakultät und wurde ebenfalls per kurfürstlichen Beschluss vom 16. November 1812 zweiter theologischer Ephorus der kurfürstlich sächsischen Stipendiaten.
Das Zeitgeschehen gestattete Winzer auf dem Lehrstuhl keine große Entfaltungsmöglichkeit mehr. Durch die Befreiungskriege geriet auch Wittenberg 1813 ins Kreuzfeuer der militärischen Auseinandersetzungen. Da große Teile der Stadt zerstört wurden, flüchtete der Hauptteil des akademischen Personals der Universität zunächst nach Kemberg, das an einer militärisch stark frequentierten Straße lag, weswegen man den Hochschulbetrieb in Schmiedeberg fortsetzte. Hier harrte man mit einem geringen akademischen Betrieb aus und wartete auf die Dinge die da kommen mögen. In jener Zeit übernahm Winzer im Wintersemester 1814 das Rektorat der Hochschule. Schließlich hatte Sachsen als Verbündeter Napoleons eine Niederlage erlitten. Durch den Wiener Kongress kamen die sächsischen Gebiete um Wittenberg zu Preußen. Man beschloss nach Fachberatungen die Zusammenlegung der Universität Halle und der Wittenberger Hochschule. Somit entstand am 12. April 1815 die neue Universität Halle-Wittenberg.
Ein Teil der Hochschullehrer suchte sich an anderen Orten eine neue Existenz. Gemeinsam mit Karl Klien und Karl Heinrich Pölitz ging Winzer als ordentlicher vierter Professor der alt- und neutestamentlichen Exegese am 26. September 1815 an die Leipziger Hochschule. Dort stieg er 1818 zum dritten ordentlichen Professor auf, womit er Domherr in Meißen wurde. 1828 erhielt er die zweite theologische Professur in Leipzig, womit er Domherr in Wurzen wurde, 1829 übernahm er das Amt des Ephorus der königlich sächsischen Stipendiaten in Leipzig. Nachdem er im Sommersemester 1831 das Rektor der Leipziger Hochschule gewesen war, übernahm er 1832 die erste theologische Professur ebenda. Er war auch mehrmals Dekan der theologischen Fakultät der Leipziger Hochschule. Winzer galt als pietätvoller und gediegener Theologe des Rationalismus. Seine Vorliebe galt dem Buch Kohelet, das er besonders in seinen Vorlesungen in Leipzig behandelte. Neben der Herausgabe des Pentateuch aus dem Hebräischen ins Lateinische übersetzt, von Schott (Altona 1815), ist besonders sein Commentatio de loco Kobel hervorzuheben.

## Schriften (Auswahl)
- De Aureae Aetatis Spe Iudaeorum Cuius A Primis Inde Temporibus Ad Aetatem Christi In Libris Eorum Vestigia Deprehenduntur. Leipzig, 1800 (Digitalisat).
- Oratio De liberalis juvenum educat. Et institut vi., consilio et Natura. Meißen 1802.
- Progr. Adumbrat. Decretor Plotini de rebus ad doctrin mor. Pertinet Spect. 1. Wittenberg 1809.
- Progr. De philosophia mor in libro Sapient. Quae vocatur Salomis expos. Wittenberg 1811.
- Rector Vuniversitatis Lipsiensis Ad Sacra Natalitia Domini nostri Iesu […]. 1832.
- De aureae aetatis spe Judaeorum, cujus a primis inde temporibus ad aetatem Christi in libris eorum vestigia deprehenduntur. Disputatio historico-philollogica. Leipzig 1800.
- De daemonologia in sacris Novi Test. libris. 4 Bände. Wittenberg 1812–1822.